# Loge crurale antérieure
La loge crurale antérieure (ou loge antérieure de la jambe) est la loge musculaire antérieure de la région de la jambe.

## Limites
La loge crurale antérieure est limitée en arrière par le tibia, la fibula et la membrane interosseuse de la jambe.
En avant, elle est limitée par le fascia crural fixé sur le bord antérieur du tibia.
Latéralement, elle est limitée par le septum intermusculaire antérieur de la jambe entre la face profonde du fascia crural et le bord antérieur de la fibula.

## Contenu

### Muscles
|  | Muscle                            | Origine | Insertion                                                                          | Innervation            | Action principale                                                    |
|  | --------------------------------- | --- | ---------------------------------------------------------------------------------- | ---------------------- | -------------------------------------------------------------------- |
|  | Muscle tibial antérieur           | Condyle latéral du tibia et moitié supérieure de la surface latérale du tibia et de la membrane interosseuse          | Surfaces médiale et inférieure du cunéiforme médial et base du premier métatarsien | Nerf fibulaire profond | Dorsiflexion de la cheville et inversion le pied                     |
|  | Muscle long extenseur de l'hallux | Partie médiane de la face antérieure de la fibula et de la membrane interosseuse                                      | Face dorsale de la base de la phalange distale du gros orteil (hallux)             | Nerf fibulaire profond | Extension du gros orteil et dorsiflexion de la cheville              |
|  | Muscle long extenseur des orteils | Condyle latéral du tibia et trois quarts supérieurs de la surface médiale de la fibula et de la membrane interosseuse | Phalanges moyennes et distales des quatre doigts latéraux                          | Nerf fibulaire profond | Extension des quatre orteils latéraux et dorsiflexion de la cheville |
|  | Muscle troisième fibulaire        | Tiers inférieur de la face antérieure de la fibulaet de la membrane interosseuse                                      | Dos de la base du cinquième métatarsien                                            | Nerf fibulaire profond | Dorsiflexion de la cheville et aide à l'éversion du pied             |

### Vasculaire et nerveux
La loge antérieure de la jambe est innervée par le nerf fibulaire profond, une branche du nerf fibulaire commun.
La loge crurale antérieure est vascularisée par l'artère tibiale antérieure et les veines tibiales antérieures, qui s'étendent entre les muscles tibial antérieur et extenseur long des orteils.